# الهام زکیف
الهام زکیف (ترکی آذربایجانی: İlham Zəkiyev؛ زادهٔ ۳ مارس ۱۹۸۰) جودوکار اهل جمهوری آذربایجان است.